# Sheep (chanson de Pink Floyd)
Pour les articles homonymes, voir Sheep.
Pistes de Animals
Pigs (Three Different Ones)
(3) Pigs on the Wing 2
(5)
Sheep est une chanson de Pink Floyd, parue sur l'album Animals le 21 janvier 1977 au Royaume-Uni et le 12 février aux États-Unis.

## Composition
Durant sa tournée 1974, le groupe jouait quatre nouvelles chansons durant la première moitié des concerts, avant d'interpréter The Dark Side of the Moon en entier. Ces quatre nouvelles chansons étaient You Gotta Be Crazy (future Dogs), Shine On You Crazy Diamond, Have a Cigar et Raving and Drooling (future Sheep).
Pendant l'interprétation de Raving and Drooling, des interventions du DJ Jimmy Young étaient diffusées, après avoir été coupées et réassemblées au hasard, représentant la vision qu'avait Roger Waters d'un homme « fou furieux et bavassant ». Les paroles étaient encore différentes de la chanson finale : il s'agissait d'une chanson plus basée sur l'improvisation, avec moins de paroles que You Gotta Be Crazy. Ces deux chansons devaient paraître sur l'album suivant de Pink Floyd (Wish You Were Here), mais lorsque le thème de l'album fut fixé, elles furent mises de côté pour finir sur Animals.

## Analyse
Les moutons de Animals rappellent ceux du roman La Ferme des animaux de George Orwell. Ils représentent la couche sociale la plus basse, le prolétariat. Ils sont exploités, « à peine conscients du malaise dans l'air » (« only dimly aware of a certain unease in the air »). Dans le premier couplet, ils sont décrits comme broutant paisiblement, ignorant qu'ils vont bientôt se retrouver dans un abattoir. Ils sont avertis de la présence à proximité de chiens, les gardiens du système.
Dans le second couplet, ils découvrent la terrifiante réalité : ils sont conduits dans la « vallée d'acier », qui peut aussi bien désigner l'abattoir que, métaphoriquement, les immeubles et le monde des entreprises. Suit une parodie du psaume 23 de la Bible, dans lequel les moutons expriment leur foi en un maître « au pouvoir immense et à l'appétit démesuré (« great power and great hunger »). Mais, dans un retournement de situation humoristique, les moutons « maîtrisent l'art du karaté » (« master the art of karate ») et se rebellent contre les chiens.
Le troisième couplet décrit la révolte des moutons, qui restent cependant sous-éduqués et sauvages : ils sont décrits comme des « vengeurs fous » (« demented avengers »). La chanson se conclut sur l'annonce joyeuse de la mort des chiens, aussitôt contrebalancée par deux ordres, rester chez soi et sortir de la route « si tu veux vivre vieux ».

## Reprises
Une reprise de Sheep par John Stack & Numira apparaît sur l'album hommage de Pink Floyd de 2003 A Fair Forgery of Pink Floyd.
En 2013, le groupe de métal progressif Anubis Gate publie un EP intitulé Sheep, qui comporte deux reprises dont une de Sheep.

## Fiche technique

### Interprètes
- Roger Waters – guitare rythmique, chant, vocoder
- David Gilmour – basse, guitare solo et rythmique
- Rick Wright – piano électrique, Baby grand piano, orgue Hammond, synthétiseur ARP, Minimoog
- Nick Mason – batterie, effets sonores

### Équipe de production
- Pink Floyd - producteurs
- Brian Humphries – ingénieur du son